# 聶伯城地鐵
第聂伯罗地鐵（烏克蘭語：Дніпровський метрополітен）是烏克蘭人口第四大城市第聂伯罗（前称「第聂伯罗彼得罗夫斯克」）的地鐵系統，目前仅长7.8公里，设6个车站，是世界上最小的地鐵系統之一。1979年苏联政府批准通过建设第聂伯罗地铁。地铁于1982年3月15日开建，1995年12月29日通車，是乌克兰第三个地铁系统。

## 历史
在烏克蘭共產黨中央委員會第一書記弗拉基米爾·謝爾比茨基的推动下，1979年蘇聯部長會議批准通過对第聂伯罗地鐵建设进行研究。1980年第聂伯罗規劃了4條線路，其中第1條線路與第聶伯河平行，設有9個車站。
地鐵於1982年3月15日動工，計劃于苏联十二五期間完成。然而1982年11月10日苏共总书记勃列日涅夫去世後不久，苏联陷入經濟困難，对第聂伯罗地鐵項目的融資也減少了。 1988年戈爾巴喬夫訪問第聶伯羅，並向居民承諾会幫助完成第聂伯罗地鐵，但他的承諾沒有兌現。1991年苏联解体，該項目被叫停。1994年第聂伯罗决定要在1995年完成地铁的建设，为此地铁的第一阶段从8个车站减少为6个车站。
1995年12月29日第聂伯罗地鐵首条路线中央-工廠線通車，是烏克蘭第三个地鐵系統。現在第聂伯罗地鐵共有六個車站，總長度7.8公里，每日平均乘客數22,000人。2020年3月17日烏克蘭因2019冠狀病毒大流行關閉地鐵，直到5月25日恢复营运。自2022年2月24日 起因俄羅斯入侵烏克蘭，第聂伯罗地鐵被用作防空洞。

## 路線
| # | 名稱         | 開通年份 | 兩端車站              | 長度 (km) | 車站總數 |
| - | ------------ | -------- | --------------------- | --------- | -------- |
| 1 | 中央- 工廠線 | 1995     | 波克羅夫斯卡 - 鐵路站 | 7.8       | 6        |

## 车辆

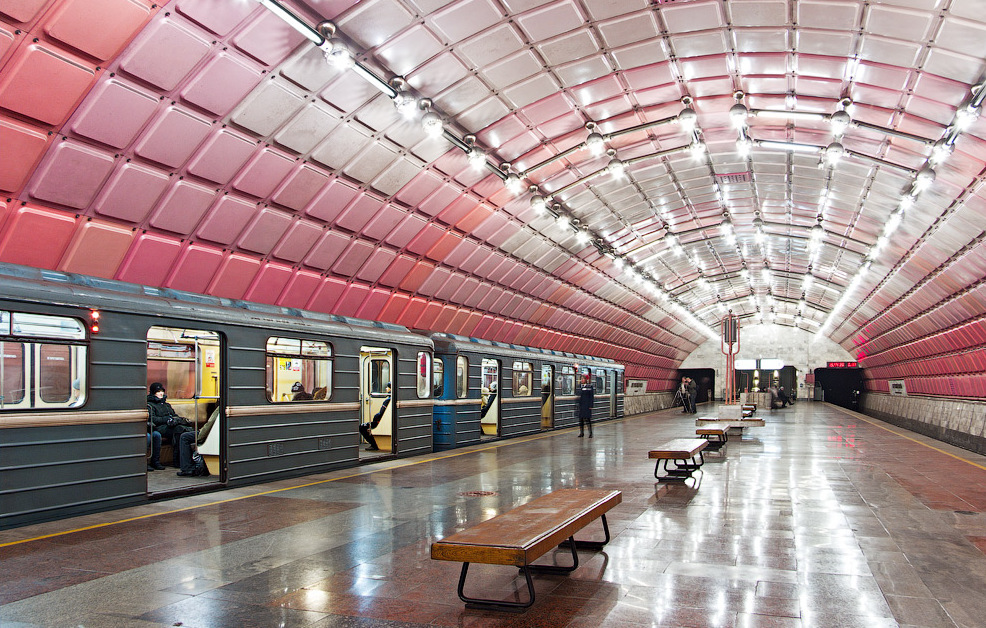
第聂伯罗地鐵车辆

第聂伯罗地鐵使用81-717.5/714.5型和81-717.5M/714.5M型列车，目前第聂伯罗地鐵共有45组列车，每一组列车由3节车厢组成。最初第聂伯罗地鐵计划使用“I型列车”，但是該車廂未通過測試，未能投入营运。

## 营运
第聂伯罗地鐵营运时间为05:30至23:00，自1995年開通以來，地鐵的乘客量持續下降，导致地鐵列車从最初的每列五節車廂減少到三節，地鐵票价单程为8格里夫纳，使用代幣付款。

## 未来计划

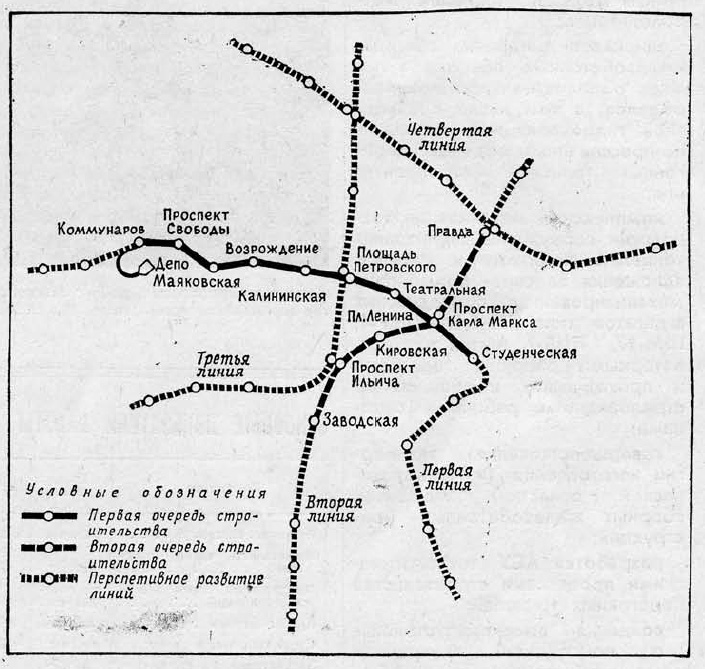
1980年的第聂伯罗地鐵规划

第聂伯罗地鐵目前正在建設三個車站，將路线從第聶伯羅車站擴展到市中心的穆澤納站，這三個車站的建設在2009年7月完全停止，虽然一直有恢复建设的传言，但是直到2016年才确定由土耳其建设公司得标开始建设。2018年11月时市政府預計三個新車站將於2023年夏季開業，但是2020年12月第聶伯羅當局表示新車站將延迟於2024年啟用。
建設完成后中央-工廠線的路线长度将增加为11.82公里、有9个车站。長遠计划部分，第聂伯罗地鐵的第二條線路計劃橫跨第聶伯河，按1980年的规划第聂伯罗地鐵将会有4条路线。